# Jákfa
Jákfa község Vas vármegyében, a Sárvári járásban. 1914 óta hozzá tartozik Terestyénfa, 1928 óta pedig Rábakövesd is; előbbi a mai belterület északi, utóbbi pedig a déli részét képezi.

## Fekvése
A Rába folyó bal parti oldalán terül el; északi határában fut a Kőris-patak, amelybe keleti külterületei között torkollik bele a Pereszteg-patak.
A szomszédos települések: észak felől Uraiújfalu, kelet felől Ostffyasszonyfa, dél felől Rábapaty, nyugat felől Zsédeny, északnyugat felől pedig Vasegerszeg.

### Megközelítése
Csak közúton érhető el, a 84-es főút rábapatyi, vagy a 86-os főút, illetve az M86-os autóút répcelaki szakasza felől, mindkét irányból a 8447-es úton.

## Története
Jákfa 1914-ben egyesült Terestyénfa községgel Terestyénjákfa néven, amikor pedig ez 1928-ban egyesült Rábakövesddel, az új község ismét a Jákfa nevet kapta.

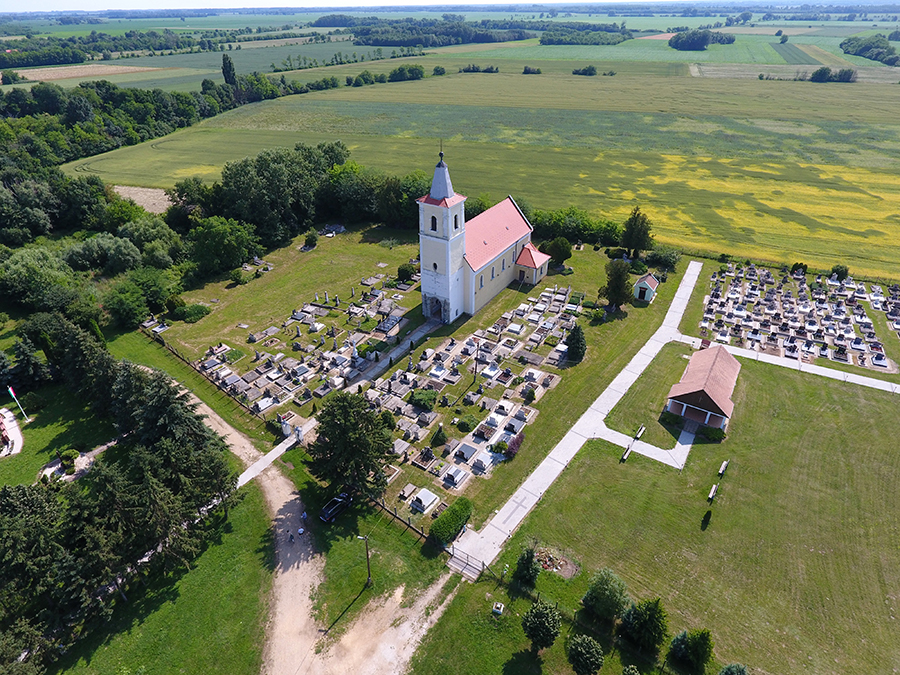
A temető és a templom légi felvételen

## Közélete

### Polgármesterei
- 1990–1994: Dr. Kovács József (független)[4]
- 1994–1998: Dr. Kovács József (független)[5]
- 1998–2002: Dr. Kovács József (független)[6]
- 2002–2006: Téttry Kálmán (független)[7]
- 2006–2010: Téttry Kálmán (független)[8]
- 2010–2014: Téttry Kálmán (független)[9]
- 2014–2019: Fodor Lászlóné (független)[10]
- 2019–2024: Fodor Lászlóné (független)[11]
- 2024– : Fodor Lászlóné (független)[1]

## Népesség
A település népességének változása:
| Lakosok száma | 504  | 516  | 510  | 494  | 489  | 492  | 483  |
|               | 2013 | 2014 | 2015 | 2021 | 2022 | 2023 | 2024 |

A 2011-es népszámlálás során a lakosok 83,5%-a magyarnak, 1% németnek, 0,2% horvátnak mondta magát (16,3% nem nyilatkozott; a kettős identitások miatt a végösszeg nagyobb lehet 100%-nál). A vallási megoszlás a következő volt: római katolikus 58,6%, evangélikus 15,1%, felekezet nélküli 4,5% (21,8% nem nyilatkozott).
2022-ben a lakosság 92,8%-a vallotta magát magyarnak, 1,4% németnek, 0,8% horvátnak, 0,4% szerbnek, 0,2-0,2% románnak, ruszinnak, cigánynak és ukránnak, 2% egyéb, nem hazai nemzetiségűnek (6,1% nem nyilatkozott; a kettős identitások miatt a végösszeg nagyobb lehet 100%-nál). Vallásuk szerint 46,2% volt római katolikus, 13,9% evangélikus, 1% református, 0,6% görög katolikus, 0,2% egyéb keresztény, 4,3% felekezeten kívüli (33,7% nem válaszolt).

## Nevezetességei
A faluból származik vitéz jákfai Gömbös Gyula családja.